# Ernst von Bergmann (Ägyptologe)

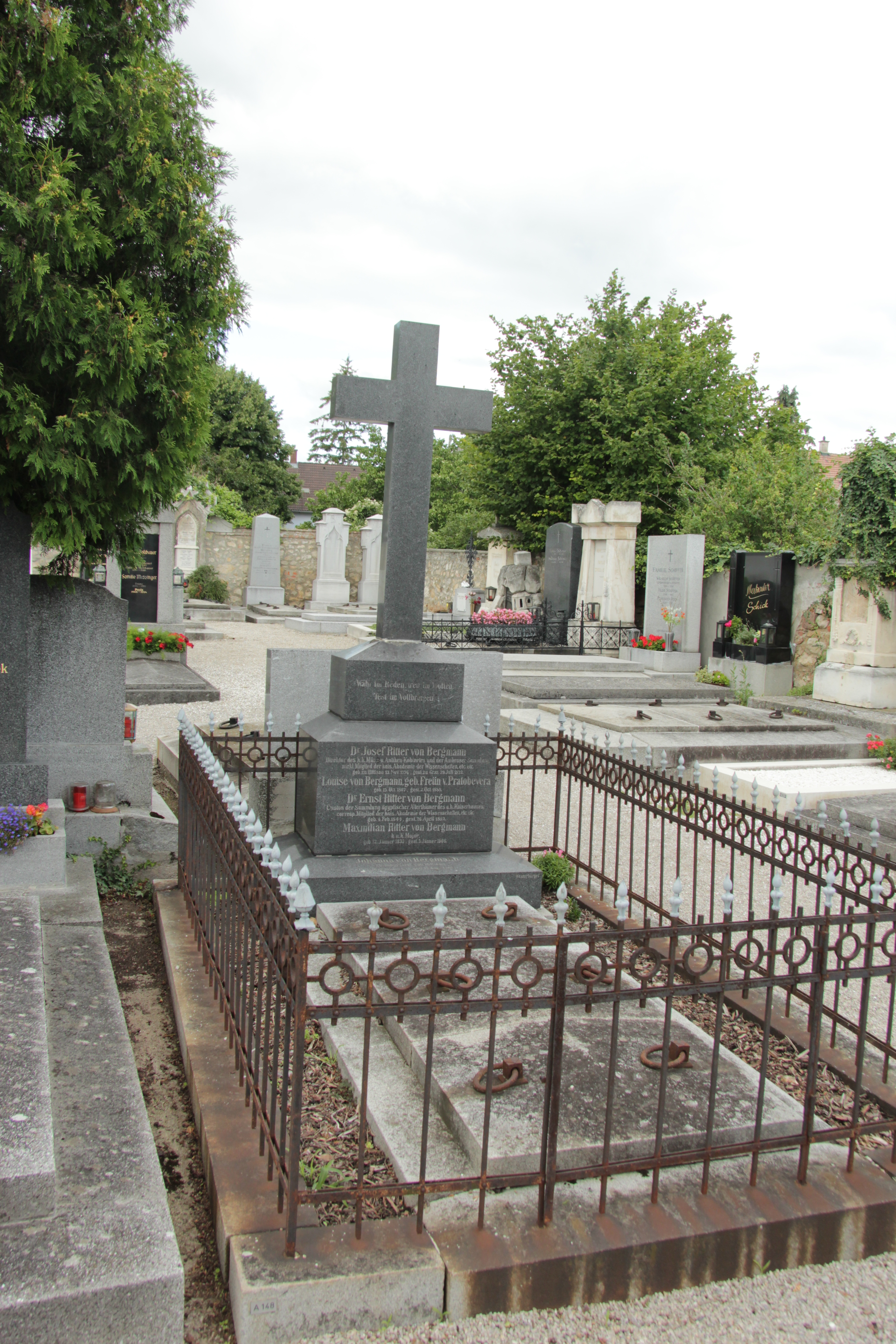
Grab in Maria Enzersdorf

Ernst von Bergmann (* 4. Februar 1844 in Wien; † 26. April 1892 in Wien) war ein österreichischer Ägyptologe.

## Leben
Ernst von Bergmann, Sohn des Mitarbeiters des k.k. Münz- und Antikenkabinetts Joseph von Bergmann, studierte Ägyptologie und arabische Philologie in Wien bei Leo Reinisch (Promotion 1867) und 1868/69 in Göttingen bei Heinrich Brugsch und Ewald.
Bereits seit 1862 war er für das Münz- und Antikenkabinett tätig, seit 1867 für die ägyptisch-orientalische Sammlung, deren Leiter er wurde. Die ägyptische Sammlung war seit 1863 im Unteren Belvedere aufgestellt, seit 1891 im neu errichteten Kunsthistorischen Museum. 1877/78 unternahm er eine Ägyptenreise. Seit 1880 war er korrespondierendes Mitglied der Wiener Akademie der Wissenschaften.
Begraben ist er auf dem Romantikerfriedhof Maria Enzersdorf.